# 大須賀王子
大須賀 王子（おおすが おうじ、本名：大須賀 政康（おおすが まさやす）、1966年12月30日 - ）は、日本の俳優 である。東京都出身。身長168cm。体重57kg。

## 出演

### テレビドラマ
- テレサテン 歌姫を愛した人々(中国ドラマ) BS11
- ハート NHK
- ドリーム〜90日で1億円〜 NHK
- 行け行けイケメン! NTV
- 恋するトップレディ CX
- やまとなでしこ CX
- 愛をください CX
- けものみち EX
- 松本清張 黒革の手帖 第5話 EX
- MBOマネジメント・バイアウト〜経営権争奪・企業買収の行方〜 WOWOW
- セレブと貧乏太郎（レギュラー） CX
- 交渉人〜THE NEGOTIATOR〜（レギュラー）　EX
- 四つの嘘 EX
- アタシんちの男子（レギュラー） CX
- 交渉人〜THE NEGOTIATOR〜（レギュラー） EX
- 交渉人〜THE NEGOTIATOR〜 SP　EX
- 鉄道警察官・清村公三郎7 TX
- 3.11 その日、石巻で何が起きたのか〜6枚の壁新聞 NTV

### 映画
⚫︎＃ピリオド打ったらカタルシス（Crazy Joe 監督）
⚫︎あわじ探偵事務所　（大須賀王子　監督）
- 交渉人　THE MOVIE（松田秀知 監督）
- 明日泣く（内藤誠 監督）
- ソクラティック・ラブ(早坂亮輔 監督）
- ANIKI(鈴木淳評 監督）
- 相棒シリーズ X DAY(橋本一 監督）
- 人類資金（阪本順治 監督）

### DVD映画
- おくりびと怪奇譚（2009年10月、アムモ、古賀奏一郎 監督）
- 猛毒Y談 吸血!女王蜂!!（2011年12月、アルバトロス (映画配給会社)、中野貴雄 監督）

### 舞台
- あたっくNO.1（脚本：樫田正剛　演出：松田秀知　劇場：東京芸術劇場）
- 新宿トワイライト（演出：江田真純　劇場：新宿シアターPOO）